# Boca de Piedra
Boca de Piedra är en ort i Mexiko.   Den ligger i kommunen San Juan Lalana och delstaten Oaxaca, i den sydöstra delen av landet, 400 km sydost om huvudstaden Mexico City. Boca de Piedra ligger 124 meter över havet och antalet invånare är 175.
Terrängen runt Boca de Piedra är platt norrut, men söderut är den kuperad. Runt Boca de Piedra är det ganska glesbefolkat, med 23 invånare per kvadratkilometer. Närmaste större samhälle är San Lorenzo, 3,0 km nordost om Boca de Piedra. Omgivningarna runt Boca de Piedra är en mosaik av jordbruksmark och naturlig växtlighet.